# Bitwa pod Vögelinsegg
Bitwa pod Vögelinsegg – starcie zbrojne, które miało miejsce dnia 15 maja 1403 r. w trakcie wojny Appenzellu.

## Przyczyny
Od XI stulecia w posiadaniu opactwa Sankt Gallen w zależności lennej znajdowały się liczne gminy Appenzellu (m.in. Gais, Hundwil, Teufen i Urnäsch), którym narzucono ograniczone prawa gospodarcze i obywatelskie. Wraz z gospodarczą ruiną Sankt Gallen w II połowie XIV w. mieszkańcy gmin odzyskując większość praw, nie godzili się na próby przywrócenia dawnego statusu Appenzellu.
Przyczyną wybuchu konfliktu były wysokie podatki nakładane przez opactwo Sankt Gallen. Na początku roku 1401 napięcie sięgnęło zenitu. Appenzell szukając porozumienia, zawiązał sojusz z miastem Sankt Gallen. Rada tego miasta zarzuciła wówczas opatowi klasztoru Kuno von Stoffeln związki z Habsburgami. Wkrótce do opozycji przyłączyły się kolejne miejscowości szwajcarskie. Sytuacja taka skłoniła księcia austriackiego Fryderyka IV Habsburga do wstawienia się po stronie opata Sankt Gallen. Obawiąjac się wojny, miasta będące w sojuszu z Appenzellem odmówiły rebeliantom pomocy militarnej, pozostawiając gminę bez wsparcia. Pomocy Appenzellowi udzielił w roku 1403 kanton Schwyz, podpisując z Appenzellem stosowny układ i wysyłając z pomocą doświadczone oddziały wojskowe. W tej sytuacji opat Kuno von Stoffeln zdecydował się na akcję militarną przeciwko głównej kwaterze rebeliantów w Sankt Gallen.

## Bitwa
Armia opactwa wymaszerowała w 3 kolumnach. Na czele kroczyło 200 cieśli, których celem było usuwanie wszelkich ewentualnych przeszkód terenowych. Za nimi podążał oddział łuczników a na końcu reszta armii. Armii opactwa brakowało doświadczenia i utalentowanych dowódców. Zwyczajnie lekceważyli oni siły rebeliantów, licząc na łatwe i szybkie zwycięstwo. Tymczasem siły rebeliantów przygotowały blokadę dróg w kierunku Vögelinsegg, zajmując stanowiska na okolicznych wzgórzach. W chwili nadejścia armii opactwa oddziały z Appenzellu i Schwyz uderzyły frontalnie, równocześnie posyłając część wojsk do obejścia przeciwnika z flanki. Atak zaskoczył całkowicie najeźdźców, którzy nie byli w stanie wykorzystać swojej przewagi liczebnej w wąskim wąwozie. Łucznicy znajdujący się daleko z przodu, praktycznie nie oddali strzału. W wyniku krwawej walki, wojska opactwa zostały pobite. Widząc klęskę armii głównej, straż przednia rzuciła się do ucieczki pociągając za sobą piechotę. Uciekający ścigani byli przez wojska Appenzellu aż do bram miejskich Sankt Gallen. Wojska opactwa utraciły 300 ludzi w większości rekrutujących się z kontyngentów miast Szwabii Bodensee. Po stronie Appenzellu zginęło 8 ludzi.

## Skutki
Klęska w starciu z rebeliantami, spowodowała rozłam wśród sojuszników opactwa. Sankt Gallen opowiedziało się w końcu po stronie Appenzellu. W kwietniu 1404 r. Appenzell podpisał układ pokojowy z miastami szwabskimi. W tej sytuacji książę Henryk IV Habsburg został pozbawiony sojuszników w walce z Appenzellem. Przez kolejne dwa lata trwały zmagania księcia habsburskiego z miastami szwajcarskimi zakończone bitwą pod Stoss w roku 1405.